# Козьи Горы
Козьи Горы — деревня в Смоленском районе Смоленской области России. Входит в состав Катынского сельского поселения. Население — 6 жителей (2007 год). 
Расположена в западной части области в 15 км к западу от Смоленска, в 0,1 км южнее автодороги А141 Орёл — Витебск, на берегу реки Днепр. В 1,5 км северо-западнее деревни расположена железнодорожная станция Катынь на линии Москва — Минск. 

## История
В годы Великой Отечественной войны деревня была оккупирована гитлеровскими войсками в июле 1941 года, освобождена в сентябре 1943 года. 